# Кубок Андорри з футболу 2004
Кубок Андорри з футболу 2004 — 12-й розіграш кубкового футбольного турніру в Андоррі. Переможцем вдруге поспіль стала Санта-Колома.

## Календар
| Раунд        | Дата              | Матчі | Клуби   |
| ------------ | ----------------- | ----- | ------- |
| Перший раунд | 4 квітня 2004     | 4     | 16 → 12 |
| Другий раунд | 18 квітня 2004    | 4     | 12 → 8  |
| 1/4 фіналу   | 25-26 квітня 2004 | 4     | 8 → 4   |
| 1/2 фіналу   | 9 травня 2004     | 2     | 4 → 2   |
| Фінал        | 16 травня 2004    | 1     | 2 → 1   |

## Перший раунд
| Команда 1                | Рахунок | Команда 2                      |
| ------------------------ | ------- | ------------------------------ |
| 4 квітня 2004            |         |                                |
| Принсіпат II (2)         | 5:2     | Екстременья (2)                |
| Санта-Колома II (2)      | 2:1     | Каса Естрелла дель Бенфіка (2) |
| Спортінг (Ескальдес) (2) | 3:2     | Лузітанос II (2)               |
| Атлетік (Ескальдес) (2)  | 0:1     | Депортіво (Ла-Массана) (2)     |

## Другий раунд
| Команда 1                  | Рахунок | Команда 2                   |
| -------------------------- | ------- | --------------------------- |
| 16 квітня 2004             |         |                             |
| Принсіпат II (2)           | 4:5     | Енгордані                   |
| Санта-Колома II (2)        | 1:6     | Інтер (Ескальдес-Енгордань) |
| Спортінг (Ескальдес) (2)   | 0:16    | Принсіпат                   |
| Депортіво (Ла-Массана) (2) | 2:3     | Лузітанос                   |

## 1/4 фіналу
| Команда 1                   | Рахунок | Команда 2    |
| --------------------------- | ------- | ------------ |
| 25 квітня 2004              |         |              |
| Енгордані                   | 0:8     | Ранжерс      |
| Лузітанос                   | 1:3     | Санта-Колома |
| Інтер (Ескальдес-Енгордань) | 1:2     | Сан-Жулія    |
| 26 квітня 2004              |         |              |
| Принсіпат                   | 5:2     | Енкамп       |

## 1/2 фіналу
| Команда 1     | Рахунок | Команда 2    |
| ------------- | ------- | ------------ |
| 9 травня 2004 |         |              |
| Ранжерс       | 1:2 дч  | Санта-Колома |
| Принсіпат     | 1:3     | Сан-Жулія    |

## Фінал
| 16 травня 2004 |

| Санта-Колома | 1:0 | Сан-Жулія |
| ------------ | --- | --------- |
| Сівера 49'   |     |           |

| Комуналь д'Айшовалль, Айшоваль |